# Marek Woźniak (piłkarz)
Marek Woźniak (ur. 23 maja 1963 w Gdańsku) – polski piłkarz występujący na pozycji bramkarza.

## Życiorys
Wychowanek MRKS Gdańsk. W 1981 roku został powołany do „Niebieskich Beretów”, w efekcie czego został piłkarzem Lechii Gdańsk. W Lechii zadebiutował 22 sierpnia w wygranym 2:1 spotkaniu z Błękitnymi Stargard. W sezonie 1981/1982 rozegrał w barwach Lechii 24 ligowe spotkania. Po zakończeniu sezonu jego klub spadł do III ligi. Wystąpił w dwóch spotkaniach Pucharu Polski w sezonie 1982/1983. W spotkaniu z Widzewem Łódź zmienił kontuzjowanego Tadeusza Fajfera, a w serii rzutów karnych obronił dwa strzały i Lechia awansowała do kolejnej rundy. Zagrał także w ćwierćfinałowym meczu z Zagłębiem Sosnowiec, wygranym przez gdański klub 1:0. W tamtym sezonie Lechia Gdańsk zdobyła Puchar Polski oraz awansowała do II ligi. W 1984 roku awansował wraz z Lechią do I ligi. W tej klasie rozgrywkowej zadebiutował 23 września w przegranym 0:4 meczu z Wisłą Kraków. W sezonie 1984/1985 rozegrał 15 spotkań w I lidze, a w latach 1985–1987 wystąpił w kolejnych trzech meczach. W 1985 roku rozegrał także cztery spotkania w ramach Pucharu Lata. Po spadku jego klubu do II ligi, na początku 1989 roku został oddelegowany do rezerw. Następnie był piłkarzem MRKS Gdańsk i Pomezanii Malbork. W 1992 roku zakończył karierę piłkarską.

## Statystyki ligowe
| Sezon     | Klub          | Liga     | Mecze | Gole |
| --------- | ------------- | -------- | ----- | ---- |
| 1981/1982 | Lechia Gdańsk | II liga  | 24    | 0    |
| 1982/1983 | Lechia Gdańsk | III liga | 8     | 0    |
| 1983/1984 | Lechia Gdańsk | II liga  | 2     | 0    |
| 1984/1985 | Lechia Gdańsk | I liga   | 15    | 0    |
| 1985/1986 | Lechia Gdańsk | I liga   | 1     | 0    |
| 1986/1987 | Lechia Gdańsk | I liga   | 2     | 0    |
| 1987/1988 | Lechia Gdańsk | I liga   | 0     | 0    |
| 1988/1989 | Lechia Gdańsk | II liga  | 1     | 0    |